# Czeska Wieś (przystanek kolejowy)
Czeska Wieś – przystanek osobowy w Jankowicach Wielkich, w województwie opolskim, w powiecie brzeskim, w gminie Olszanka, w Polsce.

## Ruch pasażerski
W roku 2017 przystanek obsługiwał 10–19 pasażerów na dobę. W roku 2022 dobowa wymiana pasażerska na stacji wynosiła 10-19 pasażerów.